# Gräddbukig fruktduva
Gräddbukig fruktduva (Ramphiculus merrilli) är en fågel i familjen duvor inom ordningen duvfåglar.

## Utseende och läte
Gräddbukig fruktduva är en rätt stor duva med grön ovansida, grått huvud och bröst, gräddfärgad buk och vitt med gröna fjäll under stjärtroten. På vingpennorna syns en purpurfärgad fläck. Fåglar på norra Luzon har också mörkröd hjässa. Arten liknar svartstrupig fruktduva, men gräddbukig fruktduva har ett smalt bröstband och just gräddfärgad, ej grön, buk. Sången består av ett udraget, djupt och darrande "brrrrrrr".

## Utbredning och systematik
Gräddbukig fruktduva förekommer i norra Filippinerna. Den delas in i två underarter med följande utbredning:
- Ramphiculus merrilli faustinoi – förekommer på norra Luzon (norra Filippinerna)
- Ramphiculus merrilli merrilli – förekommer i norra Filippinerna (södra Luzon, Polillo och Catanduanes)

### Släktestillhörighet
Arten placerades tidigare i släktet Ptilinopus. Genetiska studier visar dock att detta släkte är parafyletiskt i förhållande till Alectroenas.

## Status och hot
Arten har ett stort utbredningsområde, men tros minska i antal, dock inte tillräckligt kraftigt för att den ska betraktas som hotad. Internationella naturvårdsunionen IUCN listar arten som nära hotad (LC).

## Namn
Fågelns vetenskapliga artnamn hedrar Elmer Drew Merrill (1876-1956), amerikansk botaniker och samlare av specimen i Filippinerna 1902-1929.